# Basmat (córka Salomona)
Basmat (X wiek p.n.e.) – córka Salomona, króla Izraela. 
Źródła biblijne nie przekazały, kim była jej matka. Basmat poślubiła Achimaasa. Jej mąż był zarządcą ziemi zamieszkanej przez izraelskie plemię Neftalego. 